# یامائوکا کاگه‌تومو

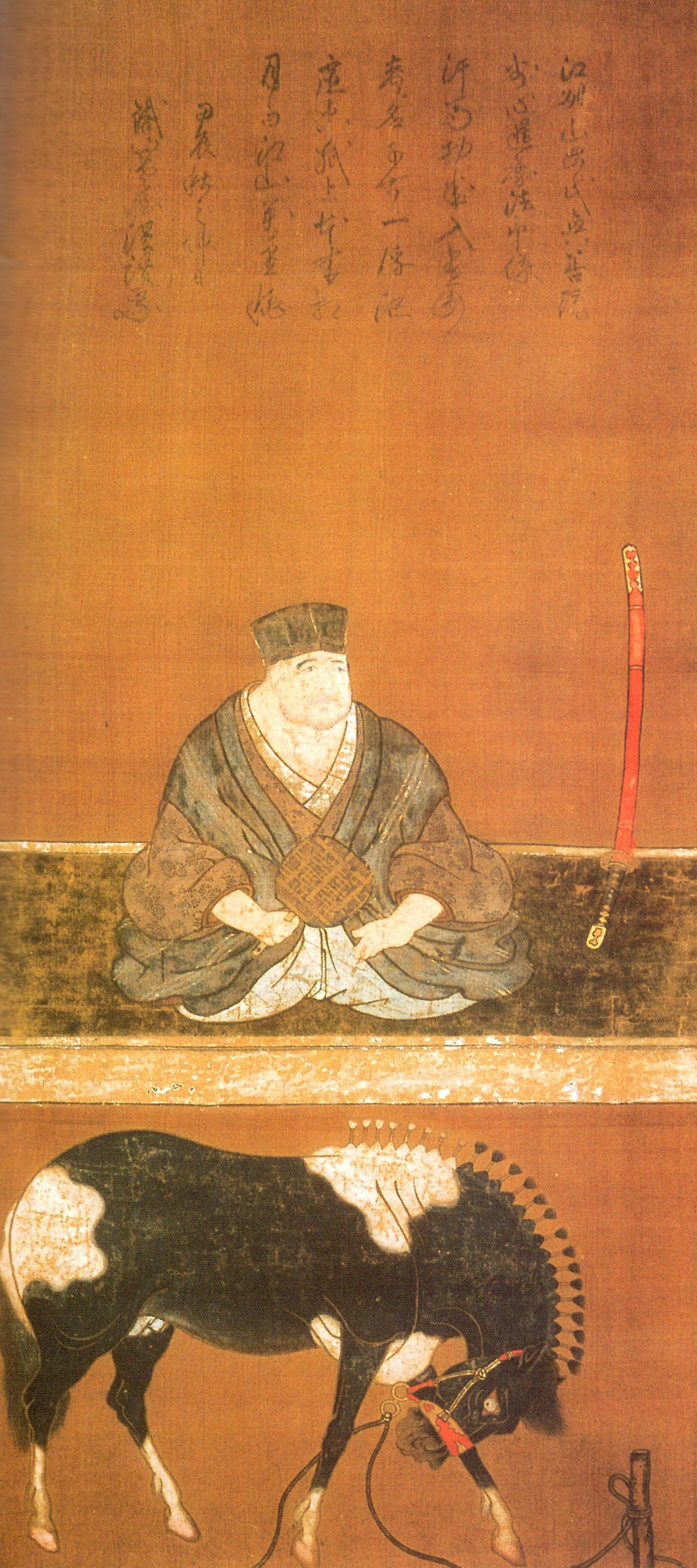

یامائوکا کاگه‌تومو (به ژاپنی: 山岡 景友 やまおか かげとも)، (تولد ۱۵۴۰ - مرگ ۲۱ ژانویه ۱۶۰۴) یک راهب ذن، دایمیو ، فرمانده نظامی، ارباب قلعه اومی ایشی باما در دوره سنگوکو و دوره آزوچی-مومویاما بود. در دوره ادو اولین فرمانده قلمرو هیتاچی فوتو در ولایت هیتاچی شد.